# Yoshinobu Minowa
Yoshinobu Minowa (箕輪 義信, Minowa Yoshinobu) est un footballeur japonais né le 2 juin 1976 dans la préfecture de Kanagawa au Japon.